# Vasalitate

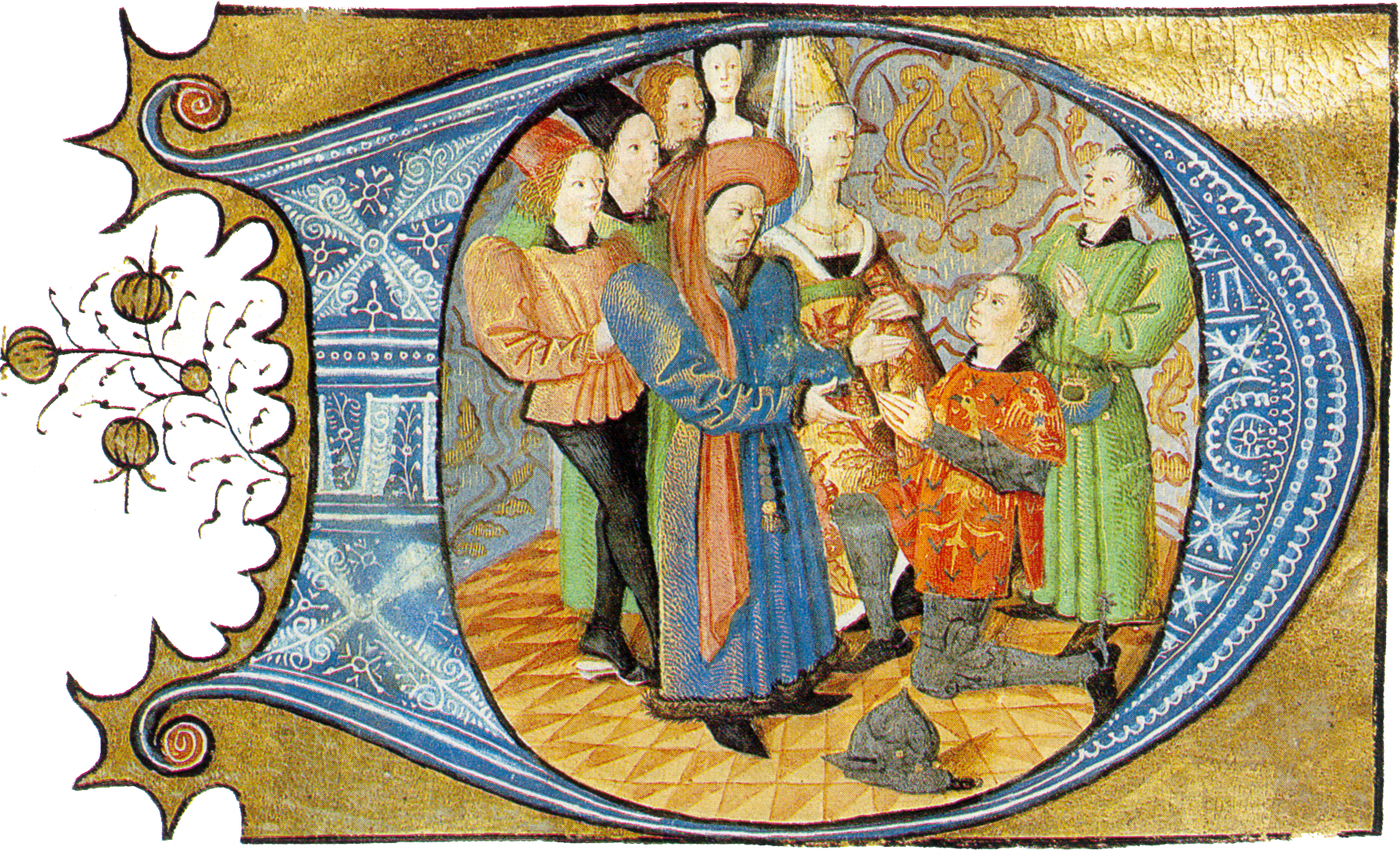
Charles d'Orléans primește omagiul unui vasal (manuscris medieval)

Vasalitatea (din franceză vassalité) a reprezentat, în contextul sistemului feudal al Europei medievale, un raport de subordonare privată stabilit între un senior și un mare feudal sau monarh – în calitate de senior suzeran. Raportul presupunea asumarea unor obligații mutuale de tip civil sau militar datorate atât de către vasalul subordonat în schimbul anumitor privilegii (incluzând de obicei dreptul de stăpânire al unei feude), cât și de către seniorul suzeran.

## Etimologie
Termenul românesc vasalitate este un împrumut din franceză, vassalité, care este un derivat al substantivului vassal. Cuvântul vassal a intrat în franceză din latina târzie / latina medievală, vassallus, iar acesta este derivat al substantivului vassus, „servitor”, cuvânt de origine celtică, *uasso-, „tânăr”, „scutier”, cf. gwas, „tânăr”, din limba galilor.

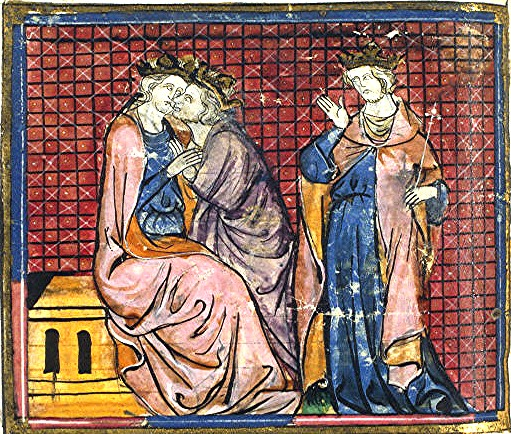
Omagiu adus lui Arthur, ilustrație din secolul al XIV-lea.

## Obligații reciproce
Chiar dacă vasalitatea unește doi oameni liberi, este totuși evident că aceștia nu sunt egali. Din punct de vedere juridic, cei doi sunt de natură militară și, prin urmare, sunt egali, fiind de aceeași condiție. Prin ceremonia omagiului feudo-vasalic, seniorul devine superior vasalului său. Spre deosebire de vasal, seniorul dispune de dreptul de ban, adică dreptul de a pedepsi, de a constrânge și de a judeca. Vasalul se pune sub protecția unui om mai puternic. Totuși, această putere depinde în mare măsură de numărul, loialitatea și forța relativă a vasalilor săi, de unde și caracterul reciproc al relației. Prin urmare, se vorbește despre un contract sinalagmatic, deoarece acesta angajează ambele părți la actul respectiv, fiecare având obligații față de cealaltă.

### Îndatoririle vasalului față de suzeranul său
Contractul poate fi rezumat la auxilium, adică ajutorul, și consilium, adică sfatul (și nu concilium).
Îndatoririle vasalului față de seniorul său sunt, în primul rând, interdicții: vasalul nu trebuie să îi facă rău seniorului, familiei acestuia sau bunurilor sale. Obligații, în fond, destul de vagi.
Vasalul trebuie să acorde ajutor militar seniorului său: atunci când acesta este atacat, vasalul trebuie să vină cu armele pentru a-l apăra. De asemenea, vasalul are responsabilitatea de a păzi castelul (estage) și de a asigura escorta seniorului său. Când seniorul atacă un altul, serviciul militar (ost sau host) este limitat la 40 de zile. Totuși, vasalul rămâne, desigur, alături de seniorul său dacă conflictul depășește această durată. În acest caz, el va fi despăgubit în bani pentru perioada care depășește cele 40 de zile de luptă.
Vasalul trebuie să acorde și un ajutor financiar: acesta se manifestă prin ajutorul în cele patru cazuri (în Franța și Anglia). Vasalul trebuie să ofere bani sau daruri seniorului său în următoarele situații: atunci când acesta își căsătorește fiica cea mare, când își învestește fiul cel mare ca cavaler, când pleacă în cruciadă și când este făcut prizonier și trebuie să plătească o răscumpărare.
În cele din urmă, vasalul este obligat să ofere sfaturi la cererea seniorului său: el trebuie să participe la adunările feudale, la curțile de justiție ale seniorului, precum și la sărbătorile liturgice. Întregul ansamblu al vasalilor unui senior este astfel unit prin aceste momente importante.

### Îndatoririle suzeranului față de vasalul său
Cheltuielile vasalului sunt, așadar, considerabile: el trebuie să cumpere și să întrețină un cal și arme; trebuie să se poată hrăni și să mențină un anumit stil de viață. Pentru a răspunde acestor necesități, suzeranul îi poate oferi o moșie vasalului său. Această moșie este, de obicei, o bucată de pământ care îi aduce vasalului venituri (redevențe). Moșia este luată fie din pământurile, fie din veniturile suzeranului.
Suzeranul trebuie, de asemenea, să își protejeze vasalul împotriva dușmanilor săi.

### Ruptura relației
Este considerat felon vasalul care rupe contractul de vasalitate. Seniorul poate atunci proclama confiscarea moșiei sale, o punere sub sechestru care îi oferă suzeranului dreptul de a-i percepe veniturile. Această măsură este rareori aplicată până în 1202, când Filip August proclamă confiscarea feudală împotriva lui Ioan Fără de Țară, măsură pe care o va pune în aplicare pentru a da un exemplu.
Pe de altă parte, dacă seniorul nu își respectă obligațiile, vasalul se poate plânge seniorului seniorului său, cerându-i protecție. Acesta va decide soarta seniorului și poate chiar să acorde definitiv moșia vasalului, fără ca seniorul inițial să mai poată beneficia de ea.

## Problema moșiei

### Conceptul de proprietate în Evul Mediu
Mai exact, este vorba despre concepția feudală a proprietății imobiliare. Astfel, se vorbește despre proprietate eminentă în cazul seniorului suzeran, care este proprietarul direct al pământurilor acordate vasalului (fie că acesta este senior sau om de rând). În schimb, se vorbește despre proprietate utilă pentru vasal, adică dreptul de a exploata moșia în folosul său propriu.
Dacă un senior deține direct pământuri și le exploatează pentru propriul său beneficiu sau prin intermediul unui arendaș (sau vasal), acesta nu este el însuși vasalul altcuiva. În general, suzeranul (sau seniorul care concesionează) nu ceda decât o parte a domeniului său, exercitând proprietatea utilă asupra celeilalte părți. De exemplu, regii franci exercitau proprietatea utilă asupra pământurilor din zona Parisului, dar doar proprietatea eminentă asupra altor domenii.

### Natura moșiei
Principiul de a oferi un bun funciar în schimbul unor servicii, în special militare, datează din Antichitatea târzie. În epoca carolingiană, acest teren era numit beneficium (beneficiu); în Evul Mediu mijlociu, în texte apare sub denumirea de moșie (fief).
Feuda poate avea mai multe forme:
- Cel mai adesea, este vorba despre un teren împreună cu veniturile aferente; între secolele al XI-lea și al XIII-lea, banii sunt rari și circulă cu dificultate. Prin urmare, seniorul îi oferă vasalului o feudă sub formă de pământ, împreună cu țăranii care o lucrează.
- Mai rar, feuda poate lua forma unei funcții, a unui drept de ban, a unor taxe de trecere sau a zeciuielii.
- Spre sfârșitul Evului Mediu, feuda devine din ce în ce mai mult o rentă.
- Feuda poate fi, de asemenea, o funcție politică sau militară.

### Evoluția statutului feudei
Feuda ajunge treptat să fie transmisă prin moștenire vasalilor. La început, feuda era acordată de senior vasalului său doar pe durata vieții acestuia (titlu viager). Astfel, seniorul organiza o nouă ceremonie de omagiu pentru moștenitor. Însă, treptat, feuda devine transmisibilă, în schimbul unei sume de bani.
Pe măsură ce această practică se dezvoltă, scopul omagiului nu mai este serviciul și obligațiile reciproce, ci feuda însăși. Vasalilor le devine astfel avantajos să depună mai multe omagii pentru a acumula feude.
Problema apare atunci când doi seniori care au același vasal intră în conflict. Inițial, s-a încercat aplicarea rezervării fidelității, dar ulterior s-a impus omagiul. (Notă: dacă un vasal depunea mai multe omagii, cel mai vechi avea prioritate.)

## Ceremonia de intrare în vasalitate

### Caracteristicile ceremoniei
Prin ceremonia omagiului, care nu trebuie confundată cu adoubarea, ce face dintr-un om un cavaler, vasalul devine omul unui senior. Documentele care descriu această ceremonie sunt numeroase, atât sub formă de texte, cât și de ilustrații.
Omagiul este o ceremonie publică, care are loc, de obicei, în castelul seniorului, în prezența martorilor. Prin urmare, nu este necesar un contract scris. Riturile și gesturile din cadrul acestei ceremonii sunt esențiale, însă ordinea lor variază în funcție de regiune.
Un exemplu detaliat al ceremoniei se găsește la Galbert de Bruges, care descrie omagiul adus noului conte de Flandra după asasinarea lui Carol Cel Bun:
„ Vasalii contelui de Flandra au depus omagiul după cum urmează: contele de Flandra l-a întrebat pe fiecare dintre ei dacă dorește să devină pe deplin omul său.

— „Așa vreau”, a răspuns vasalul, iar după ce și-a împreunat mâinile cu ale contelui, au fost legați împreună prin sărutul omagiului.
În al doilea rând, cel care tocmai depusese omagiul a jurat fidelitate, spunând:
— „Jur pe credința mea să fiu credincios contelui Guillaume și să respect, împotriva oricui, cu bună-credință și fără înșelăciune, omagiul care tocmai a fost depus.”
În al treilea rând, a jurat pe relicvele sfinților.

Apoi, contele, cu bastonul pe care îl ținea în mână, a oferit investitura tuturor celor care îi juraseră siguranță, omagiu și credință. ”